# Morella funckii
Morella funckii là một loài thực vật có hoa trong họ Myricaceae. Loài này được (A.Chev.) Parra-Os. mô tả khoa học đầu tiên năm 2002.